# Vicent Tortosa Biosca
Vicent Tortosa y Biosca (Fuente  la Higuera, 24 de abril de 1907 - La Canyada, 28 de septiembre de 1992) fue un pintor, poeta y artista fallero valenciano.  Estudió Magisterio y al terminar la guerra se matricula en la Académica de Bellas Artes. Entra a trabajar en el taller de artesanía de Vicent Martin Reig, quien alterna encargos de decoración con la realización de Fallas.
Planta su primera Falla infantil en 1942 para la comisión Mendizábal y un año después debuta en la creación de fallas grandes en el cruce de Félix Pizcueta y Cirilo Amorós. En enero de 1946 ingresa en el Gremio de Artistas Falleros con el aval de Regino Mas con quien había trabajado previamente. Dada su solvencia y los buenos resultados asciende plantando en secciones más altas debutando en la Sección Especial de las Fallas de Valencia en 1953 con la Falla plantada por Ribera - Convent Santa Clara. Posteriormente, a partir de 1956, crea las obras más famosas de su trayectoria por la comisión de Avenida del Oeste plantando entre otros "La barca de Caront". También realizará Fallas en la máxima categoría para Exposición - Miser Mascó y Plaza de l Mercè. En su palmarés se encuentra también Muñecos Indultados versiones de los que se pueden encontrar hoy en día en el Museo Fallero de Valencia.
Su producción fallera se caracteriza por un estilo academicista con una fuerte carga brófaga y grosera. Es considerado como un artista defensor de la sátira y la crítica social en la Falla alejándose de la autocomplacencia. Ocupa el cargo de Maestro Mayor del Gremio de Artistas Falleros entre los años 1966 y 1971 sucediendo a Regino Mas encargándose del desarrollo del proyecto de Ciudad del Artista Fallero.
Tortosa Biosca estuvo un artista polifacético destacando en diversas vertientes creativas. Fue un prolífico escritor de obras de teatro. También escribió libros de poesía y compuso piezas musicales destacando entre ellas el famoso "Himno del artisa fallero". Su firma se puede encontrar en numerosos cuadros, carteles de fiestas mayores y pinturas murales en iglesias junto a grandes pintores valencianos como el célebre Juan de Juanes. Como buen fontín también participa en la Danza de la Fuente de la Figuera y trabaja en su potenciación. Además confecciona imaginería popular para otras localidades como el Hombre de las Narices de Tarragona y los Nanos Pescadores de la misma ciudad catalana. Construye carrozas para el Carnaval de Nueva Orleans y por otros puntos de España.
Desde 1972, su pueblo natal cuenta con una calle con su nombre; y desde 2013 cuenta con un espacio museístico propio en el Museo Histórico-Etnológico de la Costera. En 2005, el Ayuntamiento de Valencia pone su nombre a la biblioteca ubicada en la Ciudad del Artista Fallero.